# Битка код Синопа
Битка код Синопа је била поморска битка вођена 30. новембра 1853. у луци Синоп у северној Анадолији током Кримског рата (1853–1855). У овој бици бродови Руске Империје су збрисали патролни одред турских бродова усидрен у луци. Сматра се последњом великом битком једрењака и првом великом битком у рату. Битка је имала пресудан утицај на Уједињено Краљевство и Француску да уђу у рат на страни Османског царства.

## Ситуација пред битку
Почетком Кримског рата 1853. године турска ескадра под командом вицеадмирала Осман-паше јачине седам фрегата, три корвете на једра и две фрегата на парни погон, као и четири брода који су превозили ратни материјал за кавкаске устанике против Русије, склонила се крајем новембра 1853. године на спољно синопско сидриште. Сидриште је било заштићено са шест застарелих обалских батерија.
Крстарећи дуж обала Анадолије својом ескадром од три линијска брода адмирал Павел Нахимов открио је турске бродове. Не би ли изменио неповољан однос снага, затражио је и добио из Севастопоља појачање од три линијска брода са по 120 топова и две фрегате. У правцу Истанбула адмирал Нахимов је упутио патролу ради обезбеђења од евентуалног изненадног упада англо-француске флоте.

## Битка
Руска ескадра упловила је 30. новембра између 09:00 и 10:00 часова у двојној колини под заштитом магле и кише пуним једирима у турску луку и усидрила се у колони на растојању између 400 и 600 метара од турских бродова. Изненадивши упадом Турке, вешто маневришући бродовима и гађајући експлозивним зрнима ~ први пут у историји поморског ратовања – Руси су у четворочасовној борби уништила 15 турских бродова, рачунајућу ту и помоћне као и четири обалске батерије.
Успео је да побене само један пароброд, на коме је био бритаснки саветник вицеадмирала Осман-паше. Турци су имали 2960 мртвих и 150 заробљених, а Руси 37 мртвих и 229 рањених. У луци Севастопља потонуо је због оштећења у овој бици један руски линијски брод.

## Закључак
Ово је била последња битка ратних бродова на једра и дефинитивно је потврдила моћ усавршене бродске артиљерије. Пораз турске ескадреприсилио је њене савезнике – Велику Британију и Француску – да уз претходну објаву рата Русији упуте јаке поморске снаге у Црно море, чим је однос снагио био измењен у корист Турске и њених савезника.